# 以色列王國 (後期)
以色列王国（希伯來語：ממלכת ישראל המאוחדת，前931年－前722年），又称北国以色列或撒马利亚王国，是一個古代中东国家，首都撒马利亚。與首都在耶路撒冷的猶大王國同時從原來的以色列王國分裂出來。由於位於以色列地方的北部，因此被稱為「北國以色列」，與被稱為「南國」的猶大王國相對。

## 歷史
根據《舊約聖經》所記載，以色列王國的分裂，是由於第三任國王所羅門王晚年不忠於神，加上所羅門王本身在位其間奢華過度及奴役百姓興建第一聖殿，民眾不滿大衛家族及猶大支派的統治，所以種下王國分裂的惡因；及其子羅波安登位後向猶大支派以外的其他支派增加賦稅，他的無道使得盛極一時的以色列十二支派，於公元前931年分裂。在北部十個支派（流便支派、西緬支派、以薩迦支派、西布倫支派、但支派、拿弗他利支派、迦得支派、亞設支派、瑪拿西支派、以法蓮支派）仍稱為“以色列”，繼續存在二百多年之久。
與南朝猶大國不同，北朝以色列人及撒馬利亞人不再受到宗教的约束。他们受原迦南住民影响，崇拜當地的宗教，与迦南异族通婚。北國的以色列人與南国的犹大人是對峙局面。根据旧约圣经记载，北朝以色列因此受到神耶和华的惩罚，被新亚述帝国消灭，比南国犹大国早灭亡136年，而猶大國則反而成為了新亞述的附屬國，並沒有被亞述吞併。（以色列国公元前722年亡国，犹大国公元前586年亡国）

## 君主列表
| 王           | 年限  | 作王年期             | 參考聖經  | 備註 |
| ------------ | ----- | -------------------- | --------- | ---- |
| 耶羅波安一世 | 22年  | 公元前931年至前909年 | 王上12:20 |      |
| 拿答         | 2年   | 公元前909年至前908年 | 王上15:25 |      |
| 巴沙         | 24年  | 公元前908年至前885年 | 王上15:33 |      |
| 以拉         | 2年   | 公元前885年至前884年 | 王上16:8  |      |
| 心利         | 七天  | 公元前884年          | 王上16:15 |      |
| 暗利         | 12年  | 公元前884年至前873年 | 王上16:21 |      |
| 亞哈         | 22年  | 公元前873年至前852年 | 王上16:29 |      |
| 亞哈謝       | 2年   | 公元前852年至前851年 | 王上22:51 |      |
| 約蘭         | 12年  | 公元前851年至前842年 | 王下1:17  |      |
| 耶戶         | 28年  | 公元前842年至前815年 | 王下9:6   |      |
| 約哈斯       | 17年  | 公元前819年至前804年 | 王下13:1  |      |
| 約阿施       | 16年  | 公元前805年至前790年 | 王下13:10 |      |
| 耶羅波安二世 | 41年  | 公元前790年至前750年 | 王下14:23 |      |
| 撒迦利雅     | 6個月 | 公元前750年至前749年 | 王下15:8  |      |
| 沙龍         | 1個月 | 公元前749年          | 王下15:13 |      |
| 米拿現       | 10年  | 公元前749年至前738年 | 王下15:17 |      |
| 比加轄       | 2年   | 公元前738年至前736年 | 王下15:23 |      |
| 比加         | 20年  | 公元前736年至前732年 | 王下15:27 |      |
| 何細亞       | 9年   | 公元前732年至前722年 | 王下17:1  |      |